# Pheidole alpinensis
Pheidole alpinensis (лат.) — вид муравьёв рода Pheidole из подсемейства Myrmicinae (Formicidae). Неотропика: Бразилия. Мелкие муравьи (длина около 2 мм) желтовато-коричневого цвета (характерные для других членов рода Pheidole большеголовые солдаты у этого вида вдвое крупнее с красновато-коричневой окраской и выступающими угловатыми плечевыми буграми пронотума; первый тергит брюшка слабо шагренированный). На проподеуме имеются острые шипы. Тело покрыто редкими щетинками. Усики рабочих и самок 12-члениковые (13 у самцов) с 3-члениковой булавой. Стебелёк между грудкой и брюшком состоит из двух члеников: петиолюса и постпетиолюса (последний четко отделен от брюшка). Мелкие рабочие: ширина головы — 0,76 мм, длина головы равна 0,84 мм, длина скапуса усика — 0,80 мм. Крупные рабочие (солдаты): ширина головы — 1,74 мм, длина головы равна 2,00 мм, длина скапуса усика — 0,84 мм. Сходны по строению с видами Pheidole grandinodus, Pheidole exarata, Pheidole excubitor, Pheidole germaini, Pheidole zoster, Pheidole obrima, Pheidole rogeri, Pheidole stulta и Pheidole tristis из группы Pheidole tristis, отличаясь от них выступающими угловатыми плечевыми буграми пронотума, скульптурой тела и окраской. Видовое название Ph. alpinensis дано по типовому месту обнаружения (Colonia Alpina, Teresiopolis, Rio de Janeiro).